# Biologické centrum Akademie věd České republiky
Biologické centrum AV ČR, v. v. i. (dále také „BC“), je veřejnou výzkumnou institucí, součást Akademie věd České republiky. Nachází se v Českých Budějovicích ve společném areálu s Jihočeskou univerzitou. Je největším mimopražským ústavem Akademie věd ČR.

## Historie
Počátky Biologického centra sahají do poloviny 70. let 20. století kdy došlo k politickému rozhodnutí o přestěhování biologických a ekologických ústavů ČSAV do Českých Budějovic. Postupně byly stěhovany Parazitologický ústav, Entomologický ústav a Ústav krajinné ekologie, které zpočátku sídlily v budově Na Sádkách. Dne 2. 4. 1980 byl položen základní kámen výstavby areálu v Branišovské ulici. 1. října 1981 bylo oficiálně ústaveno Jihočeské biologické centrum ČSAV. Vůdčí osobností organizace i řízení výstavby Centra byl Vladimír Landa, který se roku 1981 stal jeho prvním ředitelem.
Roku 1985 byly dokončeny nové budovy Entomologického a Parazitologického ústavu. Roku 1986 se od Ústavu krajinné ekologie oddělil Ústav půdní biologie a roku 1990 také Hydrobiologický ústav. Oba ústavy nadále sídlí v původní budově Na Sádkách. 1. července 1990 byl ze třech týmů, které se vyčlenily z Ústavu experimentální botaniky v Praze, založen z Ústav molekulární biologie rostlin.
V důsledku rozdělení federace se všechny budějovické ústavy staly roku 1993 samostatnými ústavy Akademie věd České republiky (AV ČR) s právní subjektivitou. Současně, jako pouhý název bez právního a faktického obsahu, zaniklo Jihočeské biologické centrum.
Biologické centrum AV ČR vzniklo k 1. lednu 2006 sloučením pěti ústavů (Entomologický, Parazitologický a Hydrobiologický, Půdní biologie a Molekulární biologie rostlin) v jednu veřejnou výzkumnou instituci a 1. ledna 2007 získalo statut veřejné výzkumné instituce (v.v.i.).
Roku 2016 byla v budově Na Sádkách zřízena výzkumná infrastruktura SoWa (z anglického Soil and Water) zaměřená na studium interakce mezi půdou a vodou. Ta byla v roce 2022 sloučena s Ústavem půdní biologie v Ústav půdní biologie a biogeochemie.

## Organizační struktura
- Entomologický ústav
- Parazitologický ústav
- Ústav molekulární biologie rostlin
- Hydrobiologický ústav
- Ústav půdní biologie a biogeochemie
- Středisko služeb

## Výzkum
Biologické centrum AV ČR provádí biologický výzkum, který sahá od studií na modelových organismech až k prakticky orientovanému řízení komplexních ekosystémů. Cíle studií zahrnují inovativní využití přírodních zdrojů, zvýšení zemědělské produkce pomocí genetických modifikací či objasnění regulačních drah důležitých pro lidské zdraví a zároveň přístupných detailnímu zkoumání na bezobratlých živočiších. Tyto studie jsou doplňovány výzkumem zaměřeným na ochranu životního prostředí a zachování přírody a na obnovu ekosystémů poškozených zemědělstvím, nesprávným vodním hospodářstvím, těžbou nerostných surovin a ostatními lidskými činnostmi. Mezi charakteristické rysy BC AV ČR patří spolupráce napříč obory, užití různých metodologických přístupů (molekulární biologie, genetiky, taxonomie, ekologie, matematického modelování) a kombinování analytických a holistických přístupů při řešení problémů. Výsledky dosažené v BC AV ČR jsou každoročně publikovány ve stovkách autorských článků a shrnuty v několika knihách. Součinnost BC AV ČR s mezinárodním vědeckým společenstvím zahrnuje vydávání periodik European Journal of Entomology a Folia Parasitologica, členství mnoha zaměstnanců ve vědeckých společnostech a práci v redakcích mnoha časopisů. BC AV ČR pořádá každý rok 2–4 mezinárodní setkání. Výsledky několika hodnocení prokázaly, že výkony BC AV ČR odpovídají mezinárodním standardům.

## Vzdělávání
Ve spolupráci s Jihočeskou univerzitou (ale i dalšími univerzitami v zemi) vedou vědci BC AV ČR práce doktorandů v 11 akreditovaných oborech: biofyzice, ekologii, entomologii, genetice, hydrobiologii, molekulární a buněčné biologii, organické chemii, parasitologii, fyziologii a vývojové biologii a zoologii. V laboratořích BC AV ČR pracuje na dvě stě studentů bakalářských a magisterských programů. Celkový počet studentů, je nejméně dvojnásobný oproti počtu vědeckých pracovníků. Část přednášek a cvičení na Přírodovědecké fakultě Jihočeské univerzity je realizována v rámci BC AV ČR.

## Další fotografie

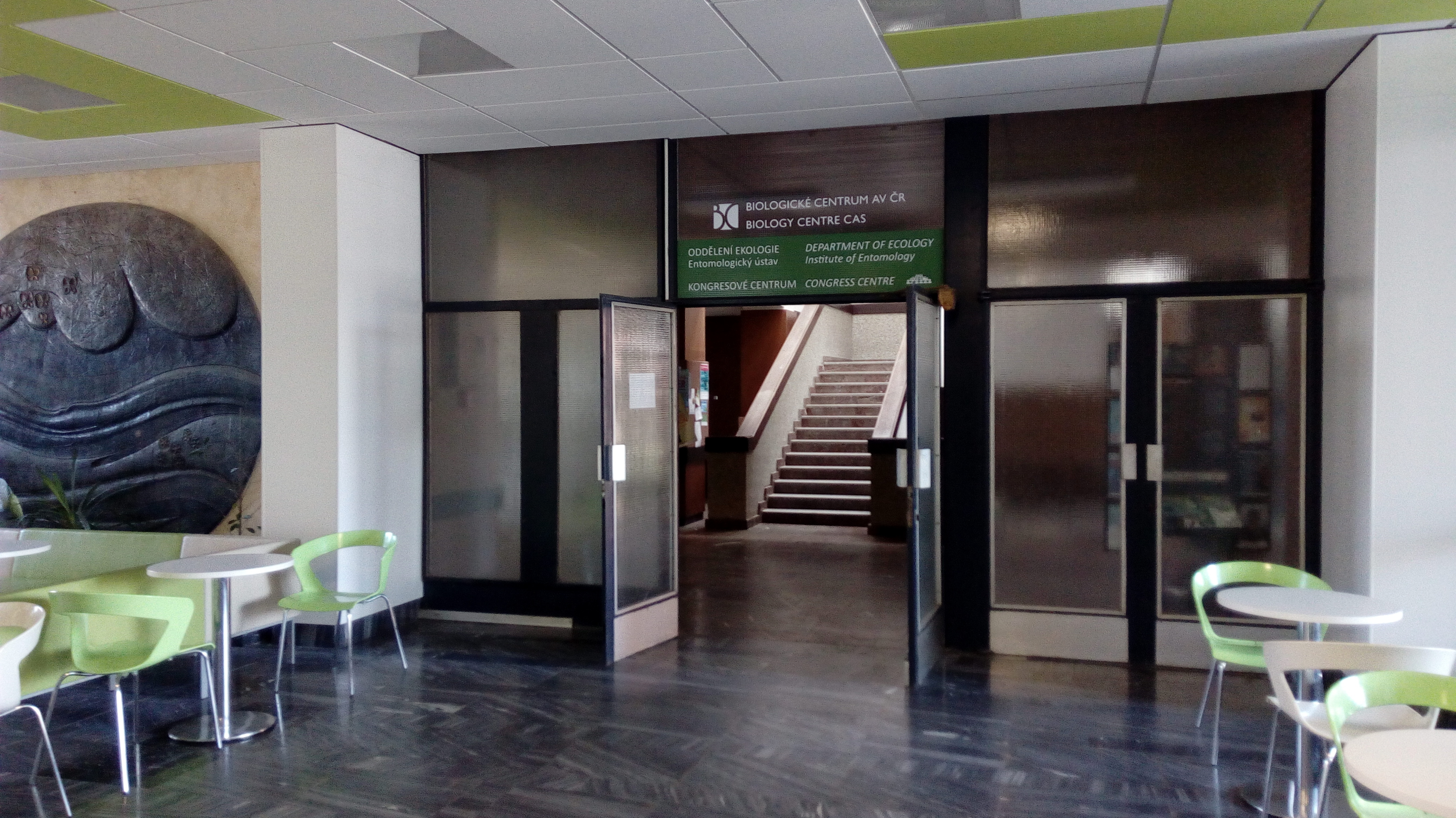
Lobby BC v kampusu JU
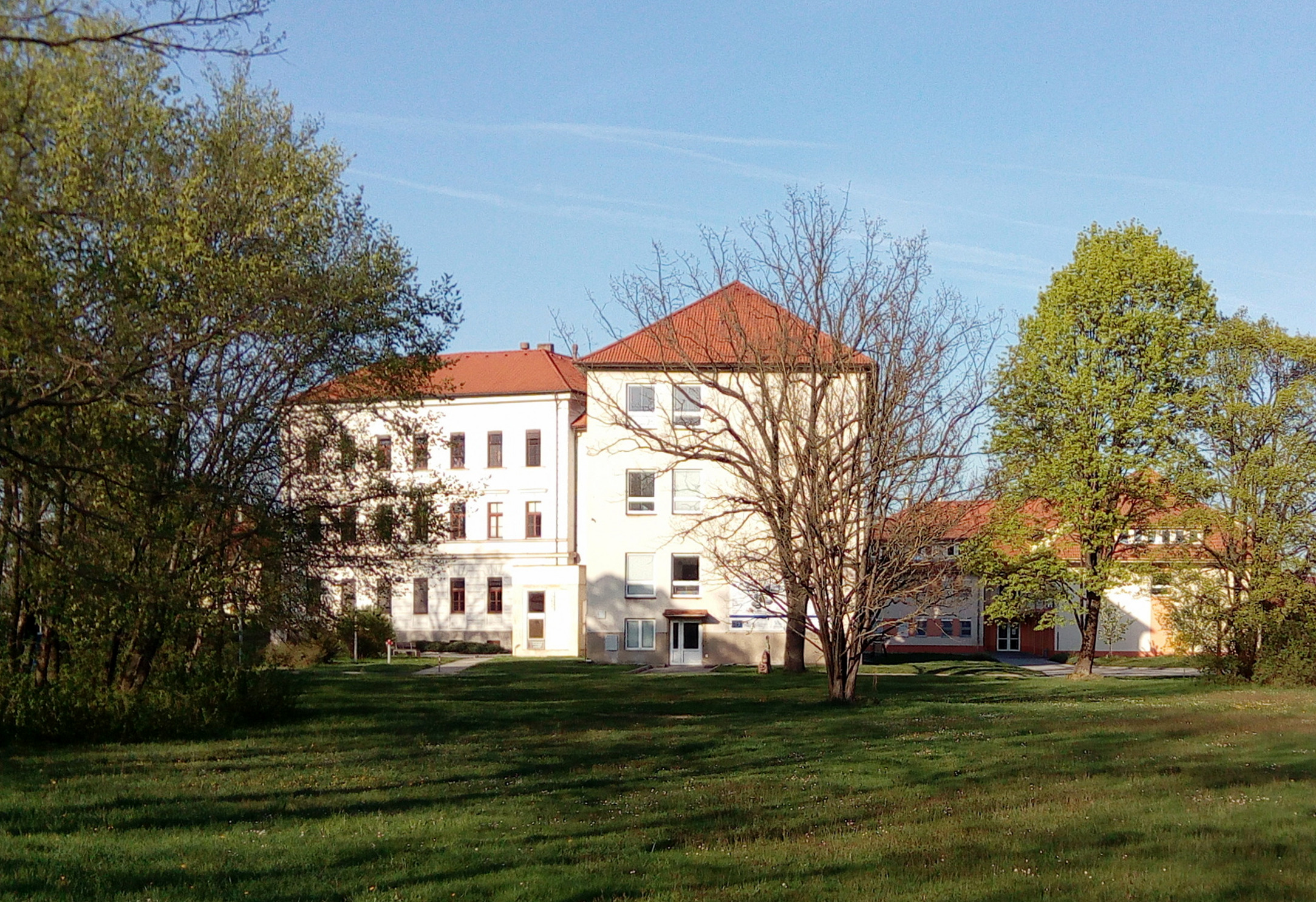
Budova BC Na Sádkách 7
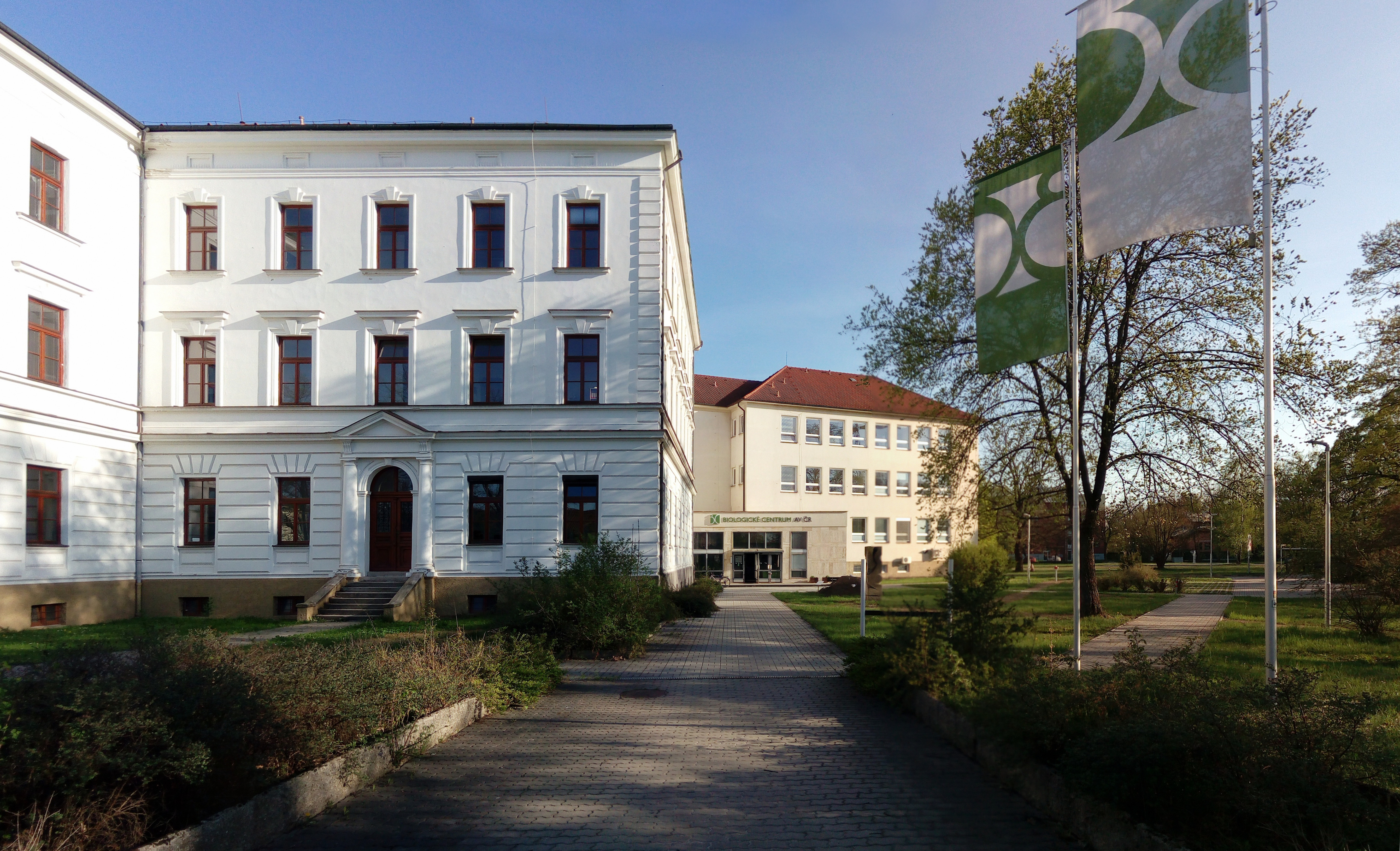
Vstup do budovy BC Na Sádkách 7